# Каспар фон Рогендорф
Каспар фон Рогендорф (на немски: Kaspar Freiherr von Rogendorff; * ок. 1450; † 18 октомври 1506) е фрайхер на Рогендорф, съветник, кемерер и военен командир на император Фридрих III.

## Живот
Той е син на Зигмунд фон Рогендорф от Щирия († 1472) и втората му съпруга съпруга Катарина фон Риндшайд. Внук е на Николаус фон Рогендорф († 1400/1401) и Катарина фон Грабен.
Каспар е от 1475 г. съветник, кемерер и военен командир на император Фридрих III (упр. 1452 – 93). През 1477 г. е императорски управител (трушсес) и 1479 г. на замък Верфенщайн. Той става много богат. През 1475 г. купува наследството на фон Розенбург ам Камп, 1478 г. на Пьогщал, 1479 г. на Отеншлаг, и 1480 г. на Вайтенег. През 1480 г. той и брат му Балтазар са издигнати на барони/фрайхерен.
През 1484 г. Каспар е един от военачалниците на Фридрих III в битката при Лайтцерсдорф, която завършва с капитулацията на императорската войска, която се бие срещу войската на унгарския крал Матиас Корвинус (упр. 1458 – 90). След смъртта на Фридрих той служи като финансов специалист на Максимилиан I. През последните си пет години той е член на управлението на Долна Австрия.
Той умира на ок. 56 години на 18 октомври 1506 г. и е погребан в Пьогщал.

## Фамилия
Първи брак: с Маргарета фон Вилдхауз († 1492), дъщеря на Еразмус фон Вилдхауз и Елизабет фон Ауершперг (* ок. 1402). Те имат децата:
- Георг фон Рогендорф († сл. 1525)
- Зигмунд фон Рогендорф († 1514)
- Вилхелм фон Рогендорф (* 20 ноември 1481; † август 1541, погребан в Пьогщал), граф на Рогендорф в Гунтерсдорф, женен на 17 септември 1505 г. за графиня Елизабет фон Йотинген († 31 март 1518)
- Волфганг фон Рогендорф (* 29 януари 1483; † август 1540, в битка при Буда), женен I. на 7 март 1508 г. за Елизабет фон Лихтенщайн-Щайерег (* 1483; † 21 август 1517), II. за Розина фон Хоенфелд, III. за Анна фон Пуххайм

Втори брак: с Барбара фон Целкинг. Те имат една дъщеря:
- Елизабет фон Рогендорф (* ок. 1470; † сл. 28 септември 1550), омъжена на 18 юни 1502 г. за граф Николаус I фон Залм–Нойбург (* 1459; † 4 май 1530), защитник на императорската столица Виена против турската обсада през 1529 г.